# كورت فريزر
كورت فريزر (بالإنجليزية: Curt Fraser)‏ (و. 1958  م) هو لاعب هوكي الجليد من الولايات المتحدة، وكندا، ولد في سينسيناتي، أوهايو، مركز لعبه هو جناح ‏.
.

## روابط خارجية
- كورت فريزر على موقع دوري الهوكي الوطني (الإنجليزية)
- كورت فريزر على موقع قاعة مشاهير الهوكي (لاعب أن.إتش.أل) (الإنجليزية)
- كورت فريزر على موقع EliteProspects.com (الإنجليزية)
- كورت فريزر على موقع HockeyDB.com (الإنجليزية)
- كورت فريزر على موقع Hockey-Reference.com (الإنجليزية)